# Kloster Marienberg (Helmstedt)

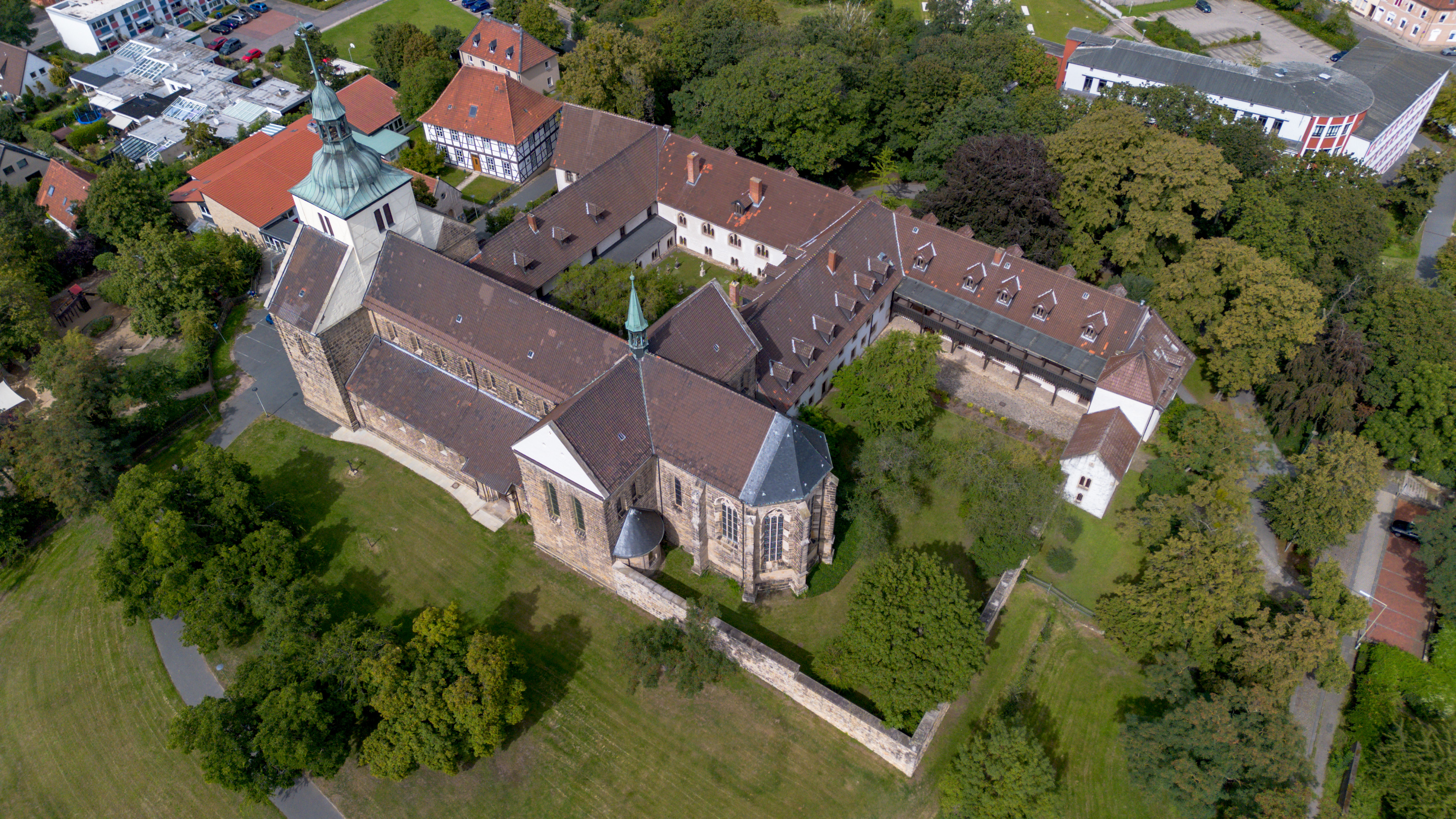
Luftbild

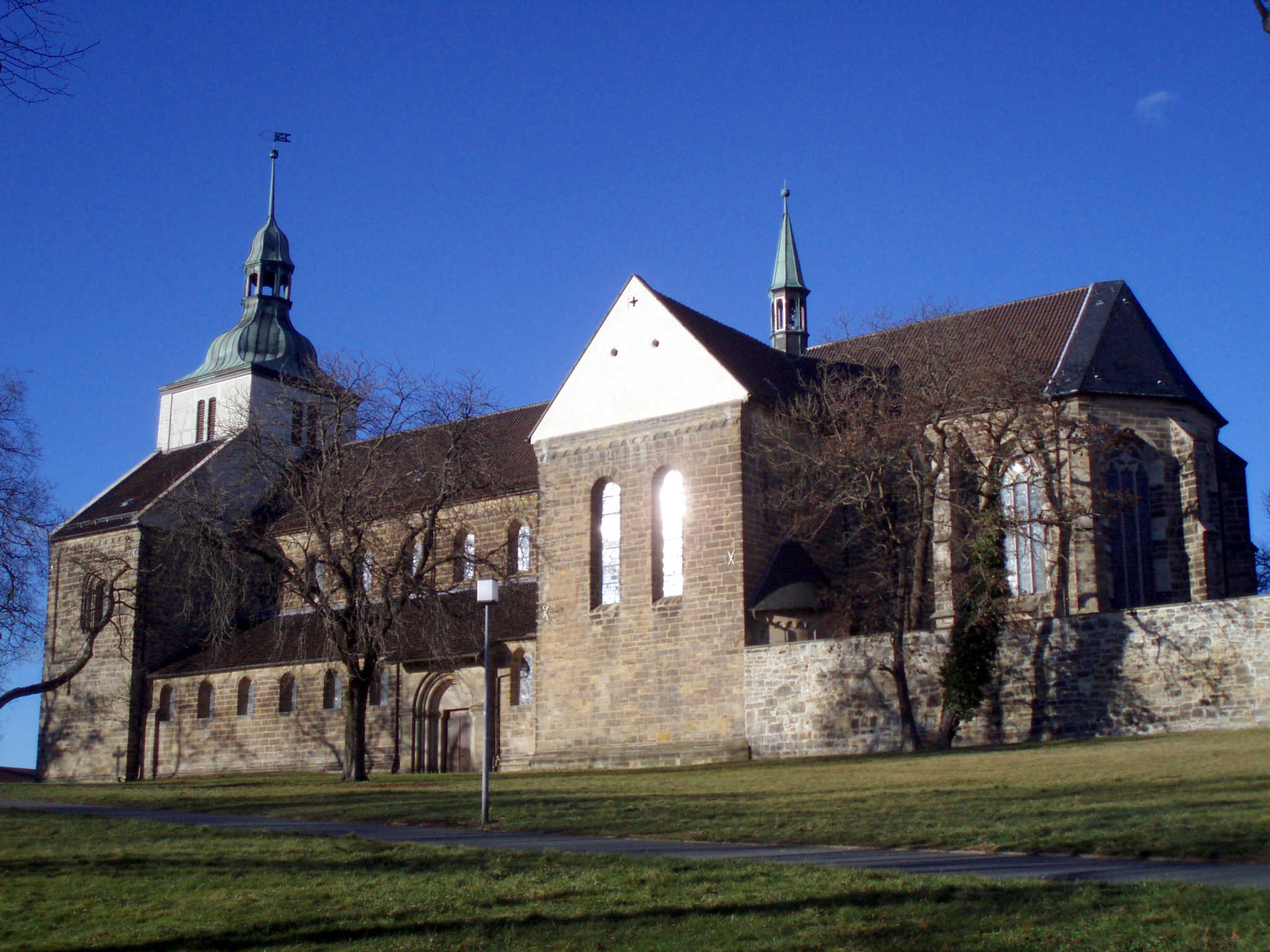
St. Marienberg

Marienberg bezeichnet ein ehemaliges Kloster der Augustiner-Chorfrauen auf einer Anhöhe in der niedersächsischen Kreisstadt Helmstedt in Deutschland. Seit der Reformation besteht ein evangelischer Konvent im Kloster. Das Kloster befindet sich im Eigentum der Stiftung Braunschweigischer Kulturbesitz.

## Geschichte

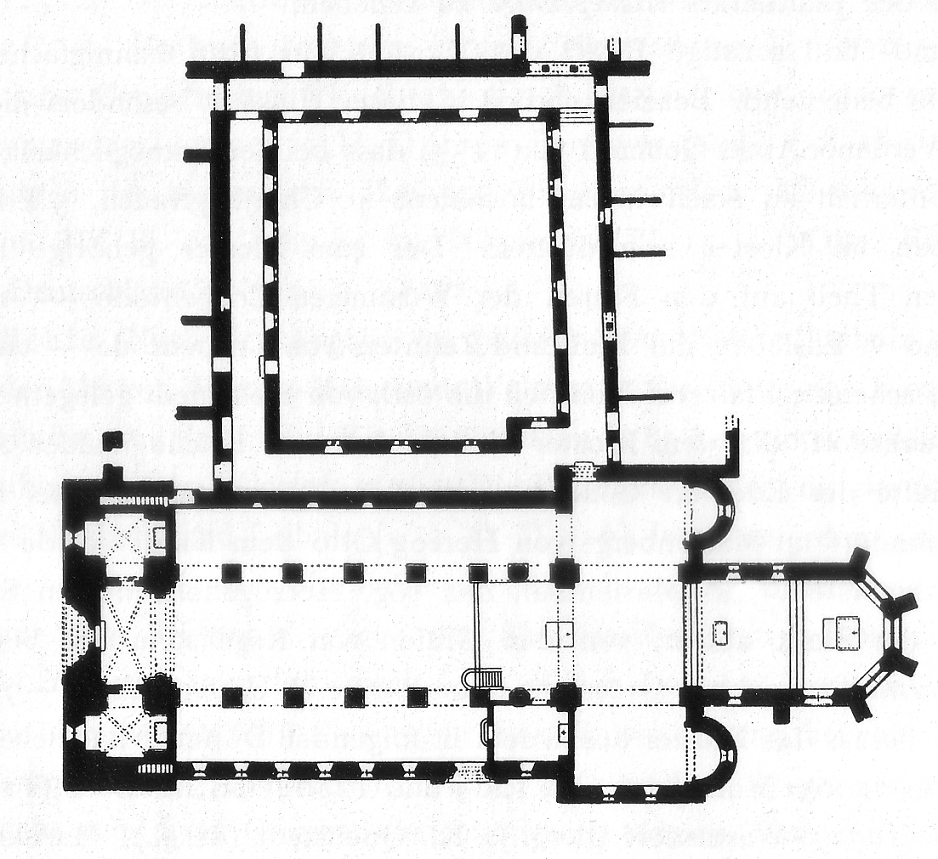
Grundriss der Klosteranlage, 1896

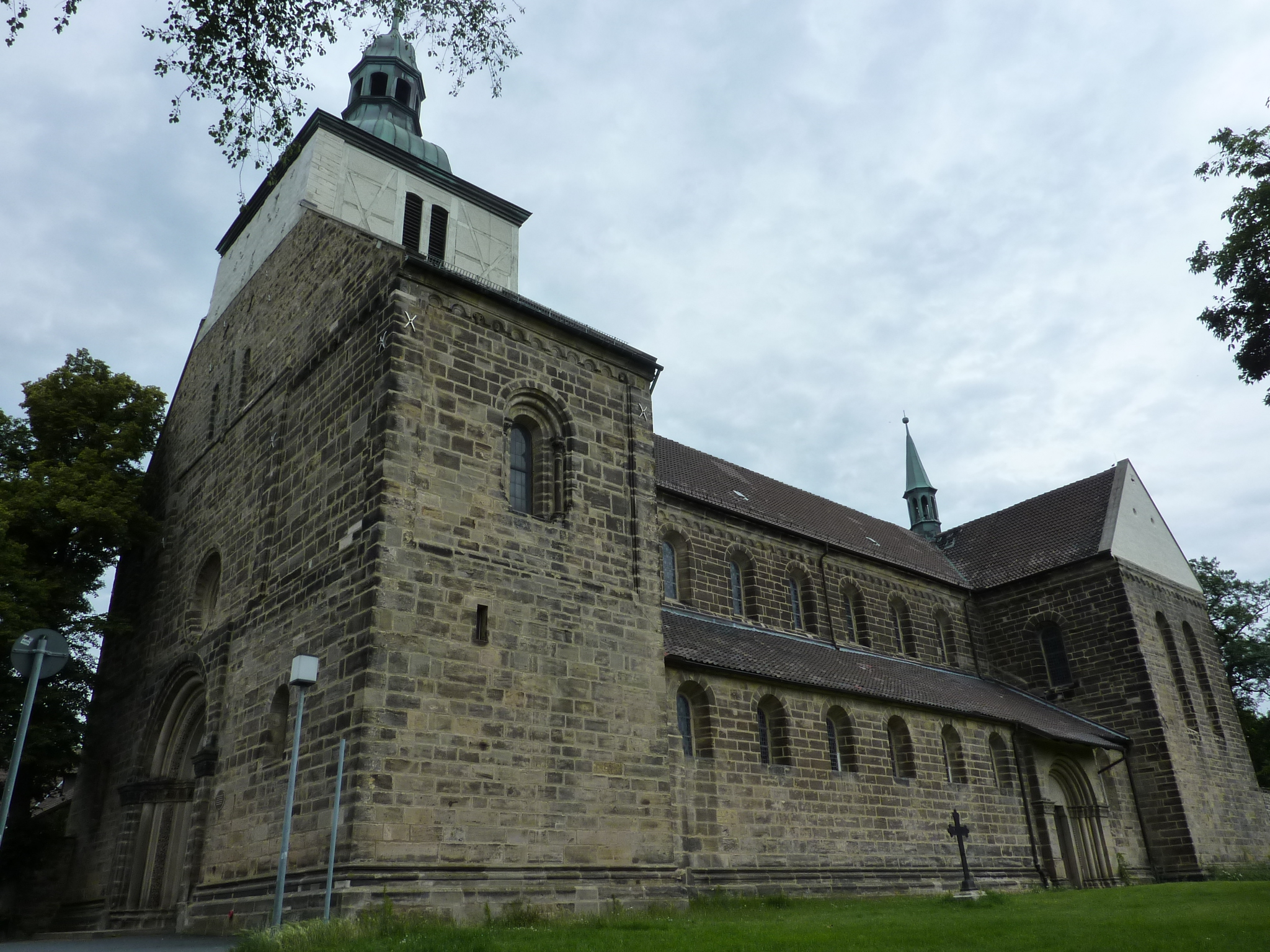
Klosterkirche von Südwesten

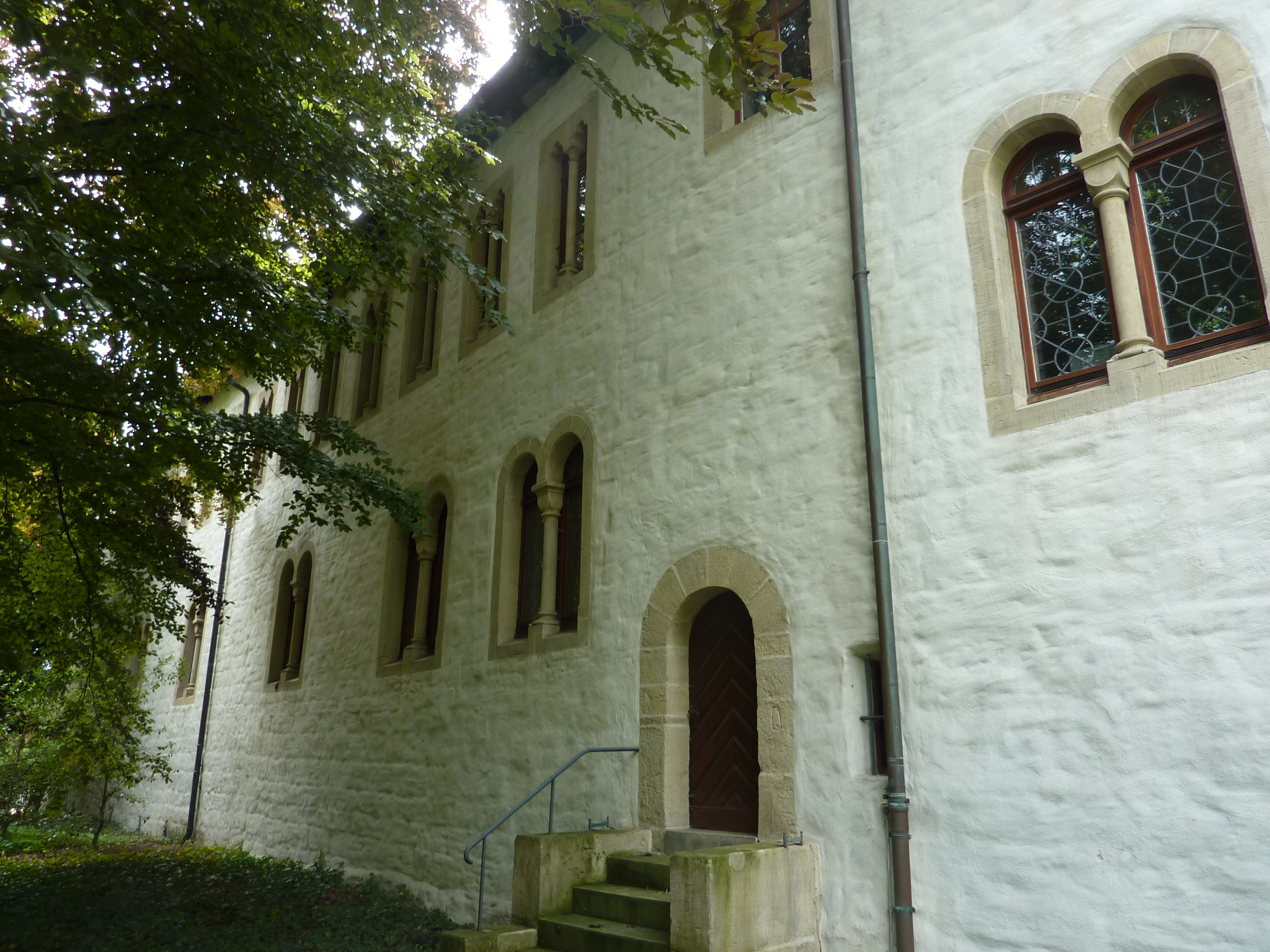
Konventsgebäude

### Gründung
Kloster Marienberg wurde 1176 vom Abt Wolfram von Kirchberg als Stift der Augustiner-Chorfrauen gegründet und wurde Maria zur Ehre benannt. Marienberg ist in der direkten Nachfolge von Kloster Mariental entstanden. Im Krieg zwischen den Gegenkaisern Otto IV. von Braunschweig und Philipp von Schwaben im Jahr 1199 wurde die Stadt Helmstedt fast vollständig zerstört, das Kloster Marienberg allerdings blieb unversehrt. Der Abt von Helmstedt Gerhard von Grafschaft hat 1230 die Zahl der Stiftsdamen auf vierzig, die der Laienschwestern auf vier, die der Priester auf fünf festgesetzt. Außerdem hat er das Stift durch Schenkungen gefördert.
Zwischen 1230 und 1250 wurden eine Reihe von Nonnen an das Kloster Marienborn versetzt, als das dortige Hospital in ein Kloster umgewandelt wurde. Rund 80 Jahre später wurde Helmstedt im Jahr 1279 im Zuge der welfischen Erbstreitigkeiten von Herzog Albrecht II. belagert. Der Sage nach beschützte Maria ihr Kloster. Als die Feinde auch Marienberg plündern wollten, stellte sich ihnen die Jungfrau mit einer Krone auf dem Haupte entgegen. Während der Belagerung spannte sie einen Faden zwischen dem Kloster und der Stephanskirche, ging auf demselben und fing die feindlichen Geschosse in ihrem goldenen Mantel auf.
Im 15. Jahrhundert wurde eine Klosterreform durchgeführt (Windesheimer Reform), die das Leben gemäß der Ordensregel wieder herstellen sollte. Dies betraf vor allem das Verbot von Privatbesitz, die Einhaltung der Klausur und das Tragen einheitlicher Ordenstracht.

### Reformation
1568/69 erfolgte nach anhaltendem Widerstand durch die Klosterfrauen die endgültige Einführung der Reformation durch Herzog Julius zu Braunschweig und Lüneburg. Durch die verfügte Begrenzung auf nur noch 6 Konventualinnen und eine Domina (Priorin) entstand in der Folge eine völlig neue Struktur des Klosters als evangelisches Damenstift. Der Besitz ging nicht an den Staat, sondern blieb ein Sondervermögen, das heute im Braunschweigischen Vereinigten Kloster- und Studienfonds verwaltet wird, der 2004 unter das Dach der Stiftung Braunschweigischer Kulturbesitz gebracht wurde. Die Familie von Veltheim hat seit 1754 das von Herzog Carl I. von Braunschweig-Wolfenbüttel verbriefte Recht auf das Amt einer Domina des Klosters Marienberg.
Mit Domina Charlotte von Veltheim (1832–1911), die 1848 als erst 16-jährige in das Amt eingeführt wurde, begann für den Konvent mit ihrem Einzug im Jahr 1862 eine neue Blütezeit. So wurde das fast völlig zerstörte Kloster auf den ursprünglichen Fundamenten wiederaufgebaut.

### Höhere Privatschule für Mädchen 1872 bis 1940 und Kleinkinderschule von 1882 bis 1922
Von 1872 bis 1940 befand sich im Kloster eine höhere Privatschule für Mädchen bis zu 16 Jahren mit 65 Internatsplätzen. Daneben existierte von 1882 bis 1922 eine Kleinkinderschule. Beide Bildungseinrichtungen wurden von Domina Charlotte von Veltheim gegründet. Die Kleinkinderschule musste 1922 geschlossen werden, da alle privaten Grundschulen verboten wurden.
Für ehemalige Schülerinnen fand jährlich eine Marienberger Tagung im Kloster statt.
Ehemalige Schülerinnen erhielten seit 1925 von der Privatschule das Mitteilungsblatt mit dem Namen Marienberger Gruß zugesandt. Der Marienberger Gruß erschien seit 1925 dreimal im Jahr: zu Ostern, nach der Marienberger Tagung und zum Advent. Er veröffentlichte auch Namens- und Adressenlisten ehemaliger Schülerinnen.
Durch einen nationalsozialistischen Erlass musste 1940 auch die private Mädchenschule ihren Lehrbetrieb einstellen. Die Bemühungen der Konventualinnen um einen Neubeginn ihrer schulischen Arbeit nach 1945 fanden keine entsprechende Resonanz.

### Evangelischer Konvent
1862 wurde das Kloster, dessen Konventualinnen lange Zeit nicht mehr vor Ort ansässig waren, durch Charlotte von Veltheim mit einem Konvent neu besiedelt. Der Konvent starb 1984 jedoch aus. Von 1989 bis 2024 war abermals ein evangelischer Konvent im Kloster Marienberg ansässig.

## Paramentenwerkstatt
Auf Anregung des lutherischen Theologen Wilhelm Löhe, gründete Charlotte von Veltheim 1861 zusammen mit der Konventualin Anna von der Schulenburg (1826–1902), einer Tochter von Werner von der Schulenburg-Wolfsburg, und anderen Frauen den Niedersächsischen Paramentenverein. Er hatte sich zum Ziel gesetzt, Kirchen mit kunstvoll hergestellten Handarbeiten wie Taufkleidern, Wandbehängen, Altardecken und dähnlichem auszustatten. Bis 2023 beherbergte das Kloster St. Marienberg eine Paramentenwerkstatt, die nach Insolvenz erloschen ist.

## Sammlung Nadelarbeiten-Zubehör (Needlework tools)
Die von Ingraban Dietmar Simon zusammengetragene Kollektion präsentiert Näh-, Stopf-, Stick-, Strick-, Häkel-, Stecknadeln mit allen dazugehörigen Utensilien wie Nadelkissen, Nadeldosen, Nadelbüchlein, Strickscheiden, Fingerhüten, Stopfeiern, Stopfpilzen, Scheren, Ahlen und Pfrieme vom 18. Jahrhundert bis in die Gegenwart und beleuchtet dabei vor allem die mit Nadel und Öhr verbundene Fruchtbarkeits- und Liebessymbolik im Dekor dieser Gebrauchsgegenstände.

## Klosterkirche

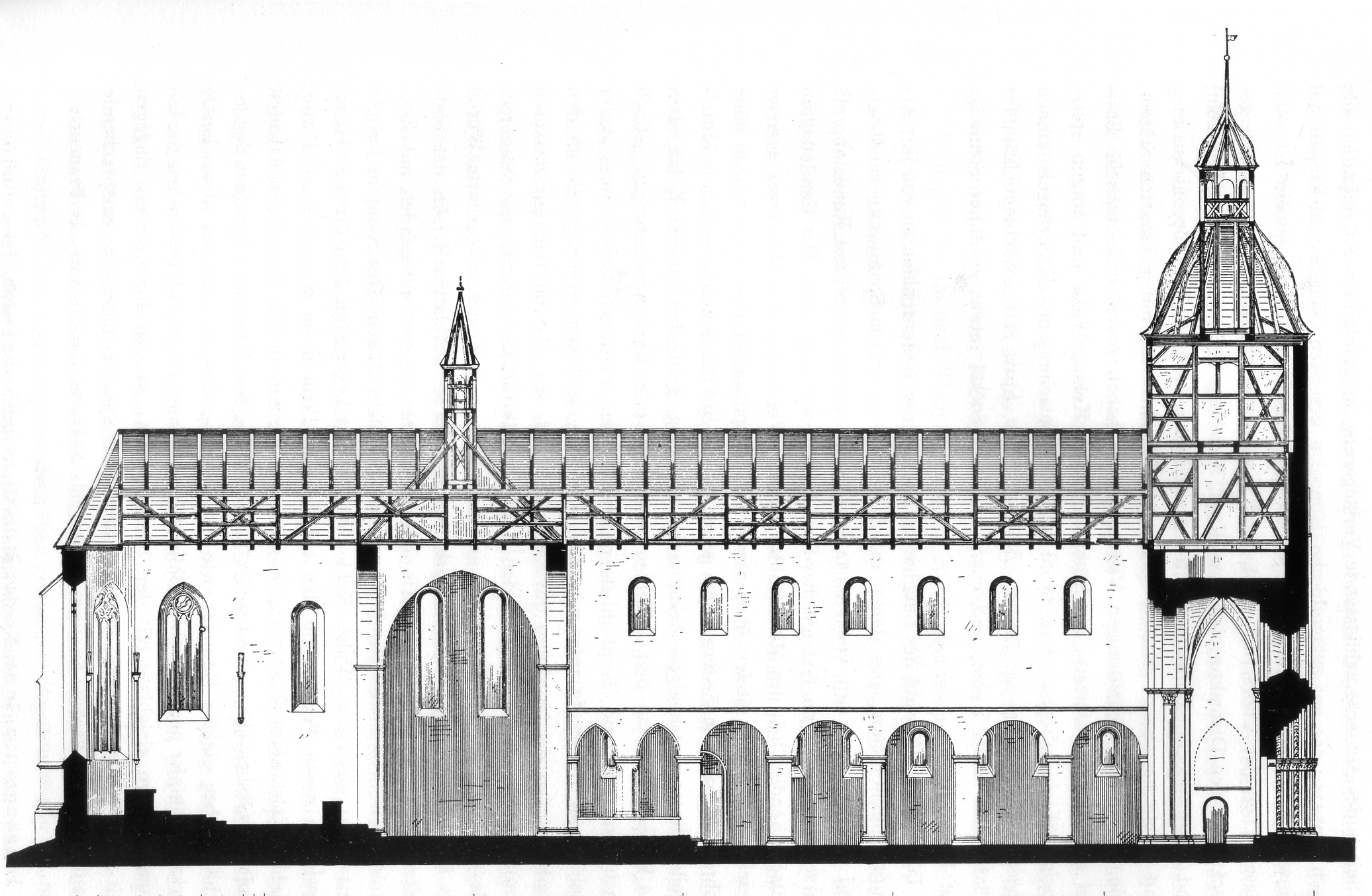
Schnitt durch die Klosterkirche, 1896

Die Kirche ist eine romanische kreuzförmige Pfeilerbasilika mit einer flachen Holzbalkendecke. Die ursprünglich halbrunde Apsis wurde durch einen Hochchor im gotischen Stil erweitert. Fast das gesamte Gebäude wird von einem Rundbogenfries unter dem Hauptgesims umzogen.
Der Westbau war doppeltürmig geplant, wurde jedoch nur bis auf Höhe des Kirchenschiffes so ausgeführt und mit einem mittig angeordneten Turmfragment versehen. Das Rundbogenportal an der Westseite hat eine reiche Ornamentik, es wurde 1860 weitgehend erneuert.
Von der romanischen Innenausstattung der Stiftskirche sind Fragmente von Glasmalereien erhalten, die noch aus dem Jahre 1200 stammen. Sie wurden zu einem Fenster an der Ostseite des nördlichen Querhauses zusammengesetzt.
Orgel
Auf der Westempore im Hauptschiff wurde 1877 von dem Orgelbaumeister Adolf Appelt aus Schöningen eine neue Orgel errichtet. Schon 1900 erhielt die Kirche eine neue Orgel von Furtwängler & Hammer, mit 24 Registern, zwei Manualen und Pedal mit pneumatischer Traktur in der damals üblichen romantischen Klangcharakteristik. Dabei wurde der vorhandenen Prospekt der Appelt-Orgel und auch ein Teil der Pfeifen wiederverwendet. Im Ersten Weltkrieg wurden die Prospektpfeifen als Metallspende ausgebaut und durch eine Leinenbespannung ersetzt. Mitte des 20. Jahrhunderts wurde diese Orgel umgebaut.
1973 wurde im nördlichen Seitenschiff eine neue neobarocke Orgel durch Alfred Führer aus Wilhelmshaven erbaut, sie hat 25 Register mit ebenfalls zwei Manualen und Pedal.
Die vorhandene Orgel wurde Ende der 1960er stillgelegt, aber nicht abgebaut; 2011 gründete sich der Orgelbauverein St. Marienberg e. V. der dafür sorgte, dass die Furtwängler & Hammer-Orgel restauriert und in den Ursprungszustand gesetzt wurde.